# Найем, Мустафа
Мустафа Найем (укр. Мустафа Найєм, пушту مصطفى نعیم‎; род. 28 июня 1981, Кабул, Демократическая Республика Афганистан) — украинский политик, журналист.
Народный депутат Украины VIII созыва, экс-член Политического совета партии «ДемАльянс».
Один из основателей и главный редактор «Громадского телевидения», ранее — специальный корреспондент газеты «Коммерсантъ Украина», редактор информационного портала «Украинская правда», активист журналистского движения «Стоп цензуре!». С 4 августа 2021 года — заместитель Министра инфраструктуры Украины.

## Биография

### Ранние годы
Мустафа Найем родился 28 июня 1981 года в Кабуле. Этнический пуштун, родной язык — дари. Также свободно владеет украинским, русским и английским языками.
Отец — Мухаммад Наим — заместитель министра образования Афганистана в 1976 году. Мать — Латифа Роза, преподаватель математики. Умерла в декабре 1984 года после родов младшего сына — Маси-Мустафы Найема.
В 1986 году отец Мухаммад Наим переехал в Москву, где написал диссертацию для получения учёной степени кандидата психологических наук в Институте психологии Академии наук СССР. Там он встретил свою будущую жену — украинку Валентину Колечко, на которой женился в 1990 году.
В 1989 году отец забрал Мустафу в Москву, где тот проучился год в начальной школе. В 1991 году вместе с отцом Мустафа переехал в Киев, где проживала приёмная мать Валентина Колечко.

### Образование
- 1991—1994 годы — учился в средней общеобразовательной школе № 61 города Киева.
- 1998 год — окончил Технический лицей Шевченковского района города Киева.
- 2004 год — получил диплом инженера по информационно-измерительной технике, окончив факультет авиационных и космических систем Киевского политехнического института.
- 2013 год — выпускник Международной академии журналистики Intajour (Германия, Гамбург).
- В июле 2014 года — участник Программы летних стипендиатов Дрейпер Хиллз (Draper Hills Summer Fellows) Стэнфордского университета, которая ежегодно проводится в Центре демократии, развития и верховенства закона.
- 2016 — поступил в Институт последипломного образования Киевского Национального университета им. Шевченко на юридический факультет по специальности «Право».

### Карьера
После окончания Киевского политехнического института Мустафа Найем некоторое время был ударником в группе, которая выступала в киевских кафе, потом играл в театре «Черный квадрат».
В сентябре 2004 года начал журналистскую карьеру, став корреспондентом отдела политики в информационном агентстве «Контекст Медиа».
С июля 2005 по июнь 2007 года работал корреспондентом русскоязычной украинской версии газеты «Коммерсантъ».
С января 2006 года был корреспондентом и автором журналистских расследований интернет-издания «Украинская правда».
С июня 2007 года — редактор-спецкорреспондент программы «Свобода Савика Шустера» на телеканале «Интер», которая в 2008 году переехала на телеканал «Украина» и изменила название на «Шустер LIVE». Впоследствии Савик Шустер основал компанию «Савик Шустер Студия» (Savik Shuster’s Studio), которая занимается производством аналитических ток-шоу, Найем стал одним из сотрудников (редактором) в этой фирме.
Ведет блог на «Украинской правде».
В ноябре 2009 года «Савик Шустер Студия» вместе с каналом ТВі начала совместный проект — программу «Черное и белое», ведущим которого стал именно Мустафа. Получилось около 40 выпусков.
22 декабря 2010 года Мустафа объявляет о разрыве всех соглашений с продакшен-компанией «Савик Шустер Студия», в том числе агентского соглашения и договора с «Шустер LIVE», отметив, что это произошло по обоюдному согласию, без конфликтов и с перспективой на будущее сотрудничество.
В январе 2011 года продолжил сотрудничество с продакшен-компанией «Савик Шустер Студия» на гонорарной основе и стал ведущим и автором новой программы «After live» на «Первом национальном» о политическом ток-шоу «Шустер LIVE» за кулисами.
В феврале покинул проект из-за того, что из программы вырезали синхрон Савика Шустера о разговоре с Сергеем Левочкиным о переходе Шустера на «Первый национальный». Сам Шустер объяснил заявление Найема поисками «врагов с высоким рейтингом» и заверил, что «After live» останется в эфире, но с другим ведущим — Георгием Тихим.
В сентябре 2011 года Мустафа стал ведущим собственной ежедневной программы «Сегодня. О главном „на канале“ ТВi», в которой брал интервью на темы дня.
В декабре 2011 года открыл фотовыставку «Один суд времен Виктора Януковича», где были представлены черно-белые фотографии, снятые Мустафой на телефон во время судебных заседаний в Печерском суде по делу против экс-премьер-министра Юлии Тимошенко. Работы были выставлены в Киеве и в Париже.
В мае 2012 года стал ведущим на канале «ТВi» ток-шоу «Сегодня о главном» вместе с Илоной Довгань.

### Сотрудничество с Савиком Шустером
В июле 2007 года стал редактором-спецкорреспондентом программы «Свобода Савика Шустера», выходившей сначала на канале «Интер», с 2008 года — на канале «Украина» уже под названием «Шустер live», а с 2011 года — на «Первом национальном».
С ноября 2009 по декабрь 2010 года был ведущим и автором программы «Чёрное и белое» (укр. Чорне та біле) производства продакшн-компании «Савик Шустер Студия» на канале «ТВі». В декабре 2010 года объявил о расторжении всех договоров с продакшн-компанией «Савик Шустер Студия», в том числе агентского соглашения и договора по «Шустер live», отметив, что это произошло по обоюдному согласию, без конфликтов и с перспективой на будущее сотрудничество.
В январе 2011 года продолжил сотрудничество с компанией «Савик Шустер Студия» на гонорарной основе и стал ведущим и автором новой программы «After live» на «Первом национальном» о закулисье политического ток-шоу «Шустер live». В феврале покинул проект из-за того, что из программы вырезали синхрон Савика Шустера про разговор с Сергеем Лёвочкиным о переходе Шустера на «Первый национальный». Сам Шустер объяснил заявление Найема поисками «врагов с высоким рейтингом» и заверил, что «After live» останется в эфире, но с другим ведущим.

### ТВі и Oбщественное телевидение

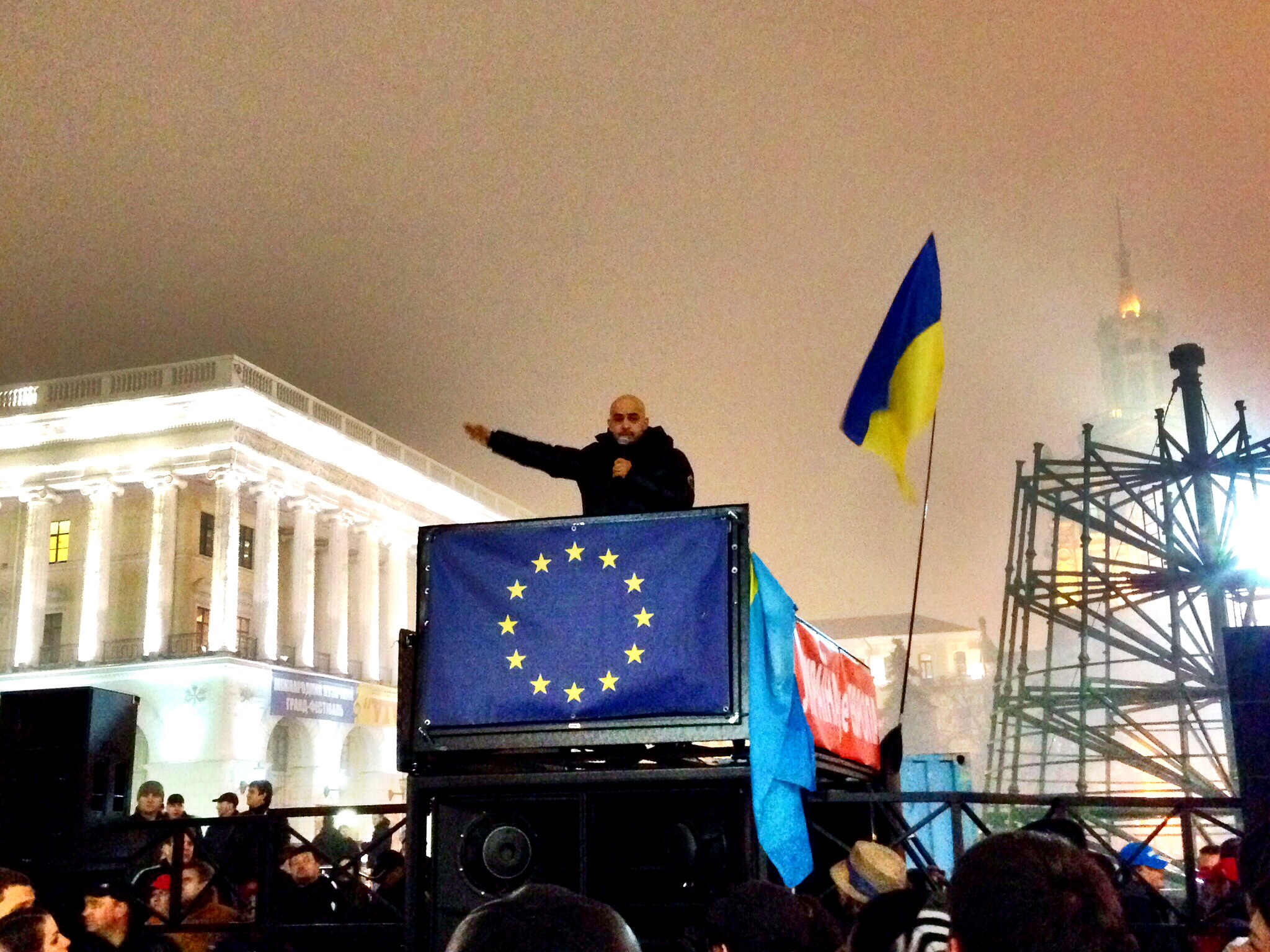
Мустафа Найем выступает на Евромайдане в ноябре 2013 года

В сентябре 2011 года Мустафа стал ведущим ежедневной программы «Сегодня. О главном» (укр. Сьогодні. Про головне) на канале «ТВі», в которой брал интервью на тему дня. В декабре открыл свою фотовыставку «Один суд времён Виктора Януковича», где были представлены чёрно-белые фотографии, отснятые Мустафой на телефон во время судебных заседаний в Печерском суде по делу против экс-премьер-министра Юлии Тимошенко.
В феврале 2012 года стал инициатором проведения интернет-марафона «Виктор Янукович. Два года условно» (укр. Віктор Янукович. Два роки умовно), в котором журналисты ведущих украинских СМИ подводили итоги двухлетнего пребывания Виктора Януковича на посту президента Украины.
В апреле 2013 года Мустафа уволился с ТВі вместе с большей частью журналистов телеканала из-за конфликта с новым менеджментом. Стал одним из инициаторов создания интернет-телеканала «Громадське телебачення» («Общественное телевидение»), который вышел в эфир 22 ноября 2013 года.
Мустафа одним из первых 21 ноября призвал украинцев выйти на Майдан Незалежности, что дало старт Евромайдану. В сентябре 2014 года на Форуме издателей во Львове была представлена книга Найема «По обе стороны колючей проволоки» на основе рассказов Юрия Луценко о его тюремном заключении.

### Уход в политику
Во время прохождения стипендиальной программы в Стэнфорде под влиянием Фрэнсиса Фукуямы принял решение идти в политику. Вместе с Сергеем Лещенко, Светланой Залищук выдвигался на парламентских выборах по списку «Блока Петра Порошенко». Во время предвыборной кампании провёл с ними несколько недель на избирательном округе № 102 на Кировоградщине, агитируя против Олеся Довгого. По итогам выборов БПП занял второе место и они втроём прошли в Верховную раду. Найем был избран заместителем главы фракции.
2 декабря Найем стал единственным депутатом, голосовавшим против утверждения правительства Яценюка. В феврале 2015 года вошёл в межфракционную парламентскую группу «Еврооптимисты». В это же время вместе с Сергеем Лещенко стал преподавателем на полставки на кафедре медиакоммуникации и кафедры журналистики Украинского католического университета во Львове.
С середины июля 2015 года стал куратором создания патрульной полиции в Закарпатье от коллегии МВД.
В 2015—2016 году принимал участие в мероприятиях «Движения за очищение» главы Одесской областной администрации Михаила Саакашвили, вроде организации в регионах антикоррупционных форумов. Летом 2016 года на его основе возникло две политических группы, в итоге скоординировавшихся вокруг партии «Демократический альянс» и бывших замгенпрокуроров Давида Сакварелидзе и Виталия Касько.
В июле Мустафа Найем вступил в партию «Демократический альянс» вместе со Светланой Залищук, Сергеем Лещенко и внефракционным депутатом Викторией Пташник, был избран в состав политсовета. Объявил о сложении с себя полномочий заместителя главы фракции «Блок Петра Порошенко», решив остаться в БПП для сохранения мандата. В ноябре 2016 года исключён из состава делегаций Украины в Парламентской Ассамблее НАТО и ОБСЕ. В этом же месяце они покинули Демократический Альянс, который рассматривали как платформу для «объединения центристских и право-центристских политических сил».
1 ноября 2018 года были введены российские санкции против 322 граждан Украины, включая Мустафу Найема.
13 февраля 2019 года вошёл в состав гражданско-правовой инициативы «#Дійзнами». 28 февраля 2019 года вместе с Сергеем Лещенко и Светланой Залищук подал заявление о выходе из фракции «БПП».
На президентских выборах 2019 года поддержал Анатолия Гриценко как единого кандидата от демократических сил.
Не участвовал в парламентских выборах. До этого вместе с Залищук и Лещенко вёл переговоры с партией «Голос» о вхождении в её партийный список, однако в итоге политическая сила отказалась включать туда действующих депутатов.

### После парламента
В конце августа 2019 года согласился вести программу «Апокриф» на Радио НВ, чей прежний ведущий Сергей Рахманин был избран в новый парламент по партийному списку «Голоса».
В ноябре 2019 года подтвердил факт работы в Укроборонпроме в качестве заместителя генерального директора.
С 4 августа 2021 года — заместитель министра инфраструктуры Украины.
С 31 января 2023 года — Председатель Государственного агентства восстановления и развития инфраструктуры, созданного на базе бывшего Укравтодора, через которое будет направляться помощь международных организаций и иностранных государств для восстановления и развития инфраструктуры Украины. 10 июня 2024 года написал заявление на увольнение, объяснив это снижением бюджетов на восстановление и зарплаты работников агентства и созданием искусственных бюрократических препятствий. 18 июня Кабинет Министров Украины уволил Найема.

## Инциденты
13 декабря 2010 года Мустафу Найема задержали сотрудники подразделения «Беркут», объяснив это тем, что он «лицо кавказской национальности». В тот же день его отпустили из Подольского райотдела милиции. 14 декабря он написал статью «Ксенофобия не должна стать лицом украинской национальности» с описанием событий и требованием уволить сотрудника, который его задержал и не пожелал принести свои извинения. 16 декабря завершилось служебное расследование, установившее, что милиционер в общении с журналистом позволил себе некорректные высказывания в его адрес, за что ему был объявлен выговор.
30 июля 2012 года, по свидетельству Найема, он был избит охраной одного из делегатов съезда Партии регионов после того, как машина сопровождения этого делегата подрезала мотоцикл Найема. Милиция отказала Найему в возбуждении уголовного дела, заявив, что его показания не подтвердились.
3 октября 2017 года Мустафа Найем в рамках круглого стола по вопросу проведения выборов в Донбассе заявил, что выступает за выборочное предоставление права голоса на местных выборах переселенцам, потому что среди них есть сторонники сепаратистов.

## Семья
- Отец — Мухаммад Наим — заместитель министра образования Афганистана в 1976 году. Не был членом политических партий, политикой не занимался.
- Мать — Роза Латифа, преподаватель математики. Умерла в декабре 1984 года после рождения младшего сына Маси-Мустафы Найема.
  - Брат — Маси[укр.] (р. 1984).
- Мачеха — Валентина Колечко
  - Сестра — Мариам (р. 1992), художница.
- Жена — Анастасия Иванова[59].
  - Сын — Марк-Михей (р. 2008)[59]

## Книга
- Юрий Луценко, Мустафа Найем. По обе стороны колючей проволоки = По обидва боки колючого дроту. — Киев: А-ба-ба-га-ла-ма-га, 2014. — 208 с. — ISBN 9786175850770.

## Награды
14 мая 2010 года получил премию «За прогресс в журналистике» (укр. За поступ у журналістиці) имени Александра Кривенко.
В 2014 году получил премию имени Герда Буцериуса «Свободная пресса Восточной Европы».